# Арес (бриг)
«Арес» (греч. «Άρης», в 1829—1879 годах — «Афина», «Αθηνά») — греческий бриг.
Бриг был построен капитаном Анастасиосом Цамадосом в Венеции как коммерческое судно. Это был небольшой корабль водоизмещением в 250 т, длиной 30 м и осадкой в 5 м.

## География событий
Город Пилос, Греция на юго-западе полуострова Пелопоннес, естественная бухта которого известна с древности и отмечена многими историческими событиями. Носил также имя Наварин, отсюда Наваринское морское сражение.
Бухта к западу закрыта от Ионического моря островом Сфактерия, вытянувшимся с севера на юг. Здесь Клеон и его афиняне победили спартанцев в 425 году до н. э. (см. Битва на острове Сфактерия).
Остров был укреплен венецианцами в Средние века. Венецианцы построили также крепость на материке у северного мелководного пролива (Палео Кастро или Пальокастро — Старая Крепость), а с юга глубоководный пролив защищала с материка Нео Кастро или Ньокастро (Новая крепость).

## Хроника событий
С 1821 по 1824 год Османская империя пыталась безуспешно подавить революцию в Греции. В 1824 г. турецкий султан был вынужден обратиться за помощью к своему вассалу Мохамеду Али (албанцу по происхождению), правителю Египта.
Мохамед Али в отличие от султана располагал армией и флотом, организованными наемными европейскими (в основном французскими, бывшими наполеоновскими) офицерами, которые продолжали службу в египетских армии и флоте.
Командование экспедицией было поручено мамелюку Ибрагиму, приемному сыну Мохамеда Али, выкраденному турками в детстве христианскому (по одним данным греческому, по другим данным грузинскому) мальчику.
12 февраля 1825 г. Ибрагим, воспользовавшись греческой междоусобицей, высадился в беспрепятственно в городе Метони, но было очевидно, что для ведения войны и обеспечения базы флота и армии будет необходима бухта близлежащего Пилоса .

## Подготовка
В ожидании флота Ибрагима на Сфактерию высадилось около тысячи греческих повстанцев под командованием уже старого Анагностарас, одного из первых апостолов Филики Этерия, идриота Сахинис и итальянского филэллина Санторре ди Санта Роса.
Для моральной поддержки прибыл и Александр Маврокордато, генеральный секретарь правительства и негласный правитель, которому снились военные лавры.
Ибрагим с юга уже осаждал Ньокастро, который усилили своими отрядами Яннис и Георгис Мавромихалис.
В северную крепость Пальокастро прибыл для усиления отряд румелиотов (жителей Средней Греции) под командованием Иоанниса Макриянниса.
Но Ньокастро, находившийся под бомбежкой французских артиллеристов, запросил Макриянниса к себе, и тот с 150 бойцами перебрался туда.
Наконец, адмирал Миаулис Андреас-Вокос оставил в бухте 5 кораблей под командованием адмирала Цамадоса. К ним примкнул и собственный корабль Цамадоса, бриг Арес, гружёный боеприпасами и снабжением для несостоявшейся экспедиции в Патры.

## Сфактерия
26 апреля в 8:30, при благоприятном ветре, две эскадры турецко-египетского флота, насчитывающего 97 кораблей, подошли к внешнему рейду. Задачей первой эскадры было противостоять возможному вмешательству греческого флота.
Вторая эскадра, насчитывающая 57 кораблей, включая 4 фрегата и 3 больших корвета, направилась к Сфактерии. Адмирал Цамадос и около 100 моряков и офицеров высадились на Сфактерии с целью усилить южную батарею в ведении ею и батареей Ньокастро перекрестного огня.
В 10:00 турецкие суда начали обстрел. В 11:00 50 фелюг с десантом под командованием Сулейман Бея (то есть французского полковника де Шеф) направляются к острову.
Под давлением турецкого флота и десанта разношерстные защитники острова начинают отступать. Старик Анагностарас держал оборону у входа в одну из пещер, пока не получил ранение ядром в ногу. Его пытаются спасти, но он не в состоянии двигаться и грузен. Турки убивают его штыками и отсекают ему голову, решив по одежде, что он знатное лицо.
Адмирал Цамадос, капитан Сахинис и граф Сантароса держат оборону в течение часа, а затем пытаются прорваться и добраться к греческим кораблям. Все трое погибли при прорыве.
Наконец, румелиот Кирцалис, последний защитник острова, взрывает пороховой погреб, себя и окружающих его турок.
В этом сражении греки потеряли 350 человек убитыми и 200 пленными.

## Корабли
Видя исход сражения на Сфактерии, корабли «Ликургос» (капитан Сантос) и «Александрос» (капитан Будурис) снялись с якорей и успели выйти из бухты и уйти без проблем.
Экипаж брига «Афина», получив ложное сообщение о том, что его капитан, Николаос Воцис-старший, был убит, снялся также и попытался выйти из бухты. На него набросились 2 корвета. Обстреляв «Афину», они пошли на абордаж. Экипаж «Афины», не желая сдаваться, собрался в пороховом погребе. На палубе остался только один юнга по имени Яннис Вреттос. Видя, что корветы обступили «Афину» с двух бортов, Вреттос открыл огонь из уже заряженных орудий. Корветы получили повреждения и отступили. Экипаж «Афины» снова поднялся на палубу. «Афина» сумела ускользнуть от турецкого флота.
Следом за «Афиной» попытались уйти «Ахиллеас» (капитан Орландос) и «Посейдонас» (капитан Мулас).
В неравном бою при выходе из бухты греческим морякам повезло: почти сразу был взорван турецкий голет, последующая суматоха дала возможность греческим судам ускользнуть.

## БригАрес

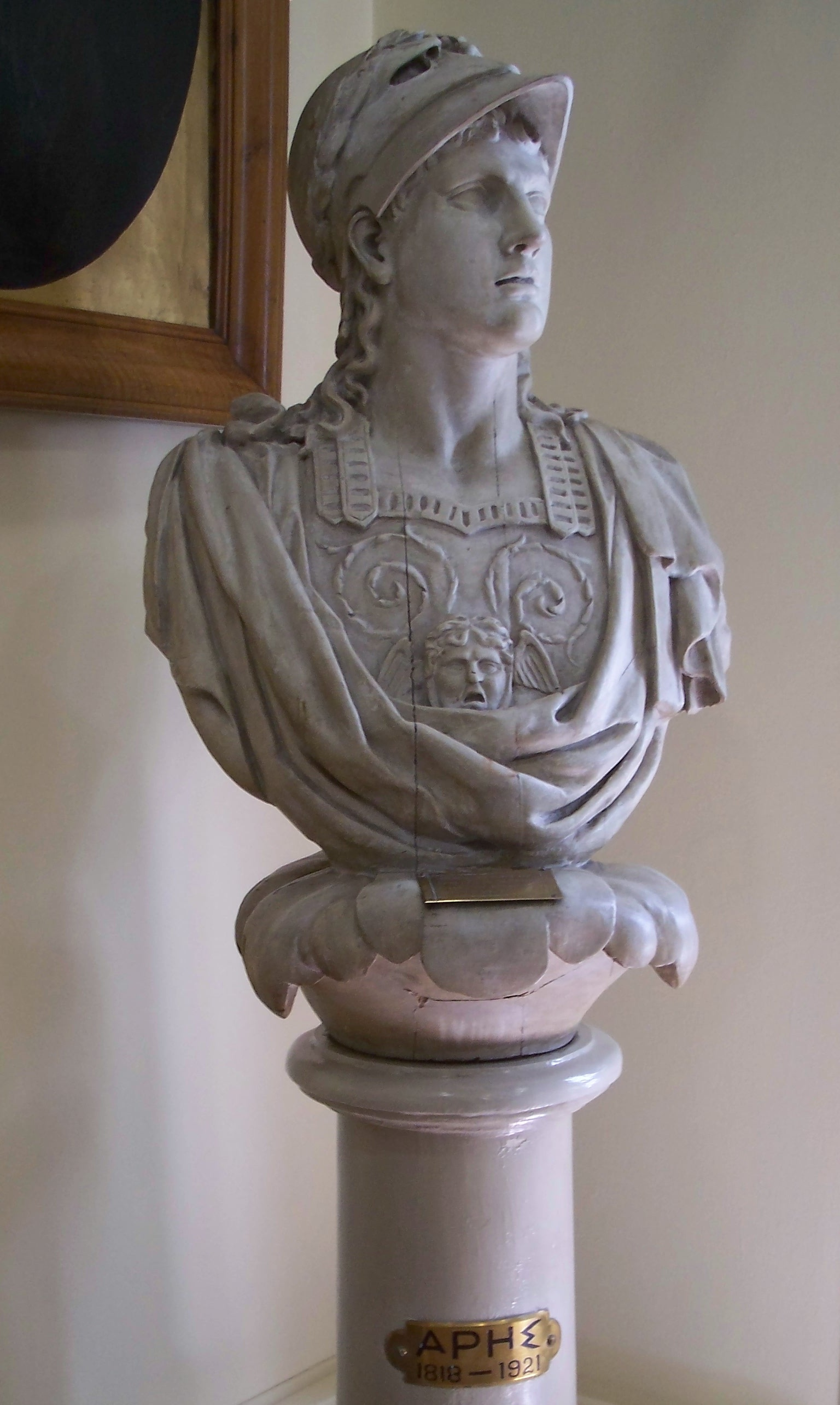
Гальюнная фигура брига « Арес» в Национальном историческом музее Греции.

В бухте остался в ожидании своего капитана и судовладельца лишь бриг «Арес».
С началом Освободительной войны корабль был вооружен 16-ю орудиями 12-фунтового калибра..
К несчастью, Цамадос был убит. Но, к счастью для Николаоса Воцис-старшего (капитана «Афины») и капитана Сахтуриса, а также и для спасенного генерального секретаря Маврокордато, бриг стоял ещё в бухте.
Капитан Воцис-старший принял командование.

## Подвиг Ареса

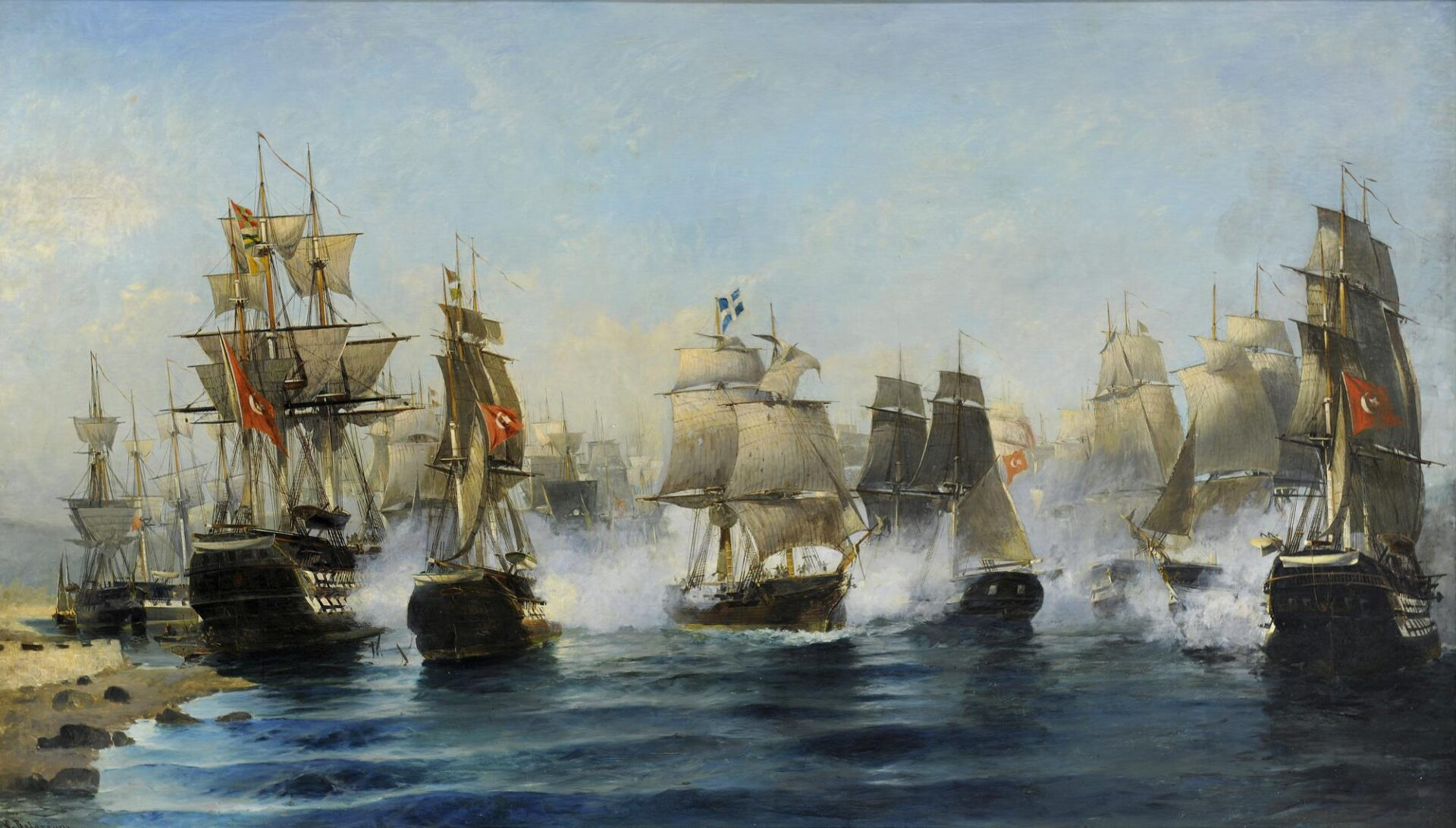
Воланакис, Константинос "Прорыв Ареса"

«Арес» снялся и пошёл к выходу из бухты.
Это было сумасшествие, но альтернативой была только сдача. Впереди, на выходе, деревянной стеной стояла вся турецко-египетская армада.
Отправив Маврокордато в трюм, Воцис хладнокровно отдавал команды.
Моряки вынесли икону Богоматери и оказавшийся на борту священник пел псалмы. Моряки обнимались с пожеланием «до скорой встречи в другом мире».
Первыми на «Арес» набросились 2 фрегата и 2 корвета, но, обменявшись залпами, «Арес» сумел уйти от них. Но вот ветер спал, и «Арес» обступили 5 турецких бригов. «Арес» медленно шёл между ними, продолжая стрелять всеми 16 орудиями.
Греки из Ньокастро, да и европейские офицеры других судов турецко-египетской армады продолжали с удивлением наблюдать за боем одинокого маленького корабля с целым флотом. Плотникам, морякам и артиллеристам «Ареса» не было ни минуты передышки.
Но вот один турецкий бриг разнесло в щепки, на другом снесло мачту, оставшиеся 3 брига с тяжелыми повреждениями отступили.
После десятиминутной передышки «Арес» был настигнут двумя турецкими фрегатами, идущими на абордаж. Воцис посылает двух моряков в пороховой погреб с командой взорвать корабль как только турки высадятся на него. Нос одного из фрегатов нависает над палубой «Ареса». Отчетливо видны и европейские офицеры на борту фрегата. Воцис кричит: «Братья, готовы взлететь на воздух». На турецком фрегате оказалось несколько греческих моряков с острова Касос (см. Резня на острове Касос). Касиоты перевели слова Воциса, и фрегат отошёл. Но в это время ядро, выпущенное с «Ареса», снесло носовую мачту на фрегате. Фрегат вышел из борьбы.
«Арес», уже с поврежденным рулем, к удивлению наблюдающих за боем греков, турок, европейцев продолжает идти сквозь строй армады, ведя бой с 32 фрегатами, корветами, голетами, бригами.
Но приближается вечер, ветер стих, дым сражения стал оседать и окутал «Арес».
Бриг ускользает от армады.

## Память
И в греческой, и в мировой военно-морской истории это был беспрецедентный случай, когда единичный боевой корабль сразился с целой армадой и выстоял. По окончании Освободительной войны бриг был куплен греческим правительством и переименован в «Афина». В 1879 г. бригу вернули его прежнее имя — «Арес». Бриг использовался как учебное судно военно-морской академией в период 1863—1865 гг. и 1882—1885 гг. Бриг оставался на плаву до 1921 г., когда по причине невозможности его дальнейшего сохранения был потоплен в связи со столетием Греческой революции и Освободительной войны 1821—1829 годов возле базы ВМФ Греции, Саламис, остров Саламина .
Сегодняшнее учебное судно греческой военно-морской академии носит имя героического брига — «Арес».

## Воцис
Достойным наследником рода стал Николаос Воцис, капитан торпедного катера, впоследствии адмирал Николаос Воцис, прославившийся в Первую Балканскую войну.